# Slaget vid Solferino
Slaget vid Solferino var ett avgörande slag som ägde rum 24 juni 1859 i trakten kring Solferino i norra Italien. Slaget, som var en del av det andra italienska frihetskriget, utkämpades mellan Kejsardömet Österrike under kejsar Frans Josef på den ena sidan och en allians mellan Frankrike och Sardinien under kejsar Napoleon III och kung Viktor Emanuel  på den andra. Alliansens seger över österrikarna spelade en viktig roll för enandet av Italien.
Fransk-sardinska armén med 150.000 man bröt upp vid tvåtiden natten till den 24 juni och gick över floden Chiesa och ryckte fram på bred front mot Mincio. Även österrikiska armén med 160.000 man befann sig på framryckning varigenom strid snart kom till stånd utefter hela fronten. Värst rasade den i mitten om höjderna vid Solferino som slutligen stannade i alliansens händer, varefter österrikarna gick tillbaka bakom Mincio. Ett fruktansvärt oväder gjorde härunder slut på striden. 
För den unge kejsar Frans Josef var anblicken av slagets fasor så skakande att han fast och orubbligt vägrade gå med på general Benedeks begäran att få fortsätta striden.
Stillestånd slöts den 8 juli.
Det lidande de sårade fick utstå under slaget fick Henri Dunant att skriva boken Un Souvenir de Solférino (1862) vilket ledde till att organisationen Röda korset året därpå bildades.